# Иллюзия Мюллера-Лайера

Несмотря на то, что горизонтальные отрезки равной длины, в зависимости от «оперения» их длина представляется разной. Нижняя часть рисунка показывает, что отрезки на самом деле одинаковые.

Иллю́зия Мю́ллера-Ла́йера — оптическая иллюзия, возникающая при наблюдении отрезков, обрамлённых стрелками. Иллюзия состоит в том, что отрезок, обрамлённый «остриями», кажется короче отрезка, обрамлённого «хвостовыми» стрелками.
Иллюзия была впервые описана немецким психиатром Францем Мюллером-Лайером в 1889 году. Несмотря на множество экспериментальных исследований и широкий спектр попыток теоретического обоснования, природа иллюзии не до конца понятна. Согласно немалому количеству разнообразных гипотез и предположений, иллюзия может определяться как работой механизмов высокого когнитивного ("психологического") уровня, так и спецификой низкоуровневой ("нейрофизиологической") организации нервных сетей зрительной системы.

## Oбъяснения
- Механизм перспективы — согласно этой (довольно устаревшей, но весьма популярной) трактовке [1], отрезки воспринимаются как имеющие разную длину, потому что зрительная система интерпретирует расходящиеся линии как более удаленные (например, формирующие проекцию дальнего угла комнаты), чем сходящиеся линии (например, как для ближнего угла здания). В результате при равных видимых размерах, первые кажутся длиннее вторых. Данному объяснению, однако, противоречит тот факт, что иллюзия сохраняется при замене обрамляющих стрелок элементами других геометрических фигур (например, окружностей, прямоугольников, или просто набором точек), т. е. при отсутствии факторов, способствующих возникновению ощущения зрительной перспективы.
- Статистическое объяснение — при наблюдении естественных сцен фигуры, обрамлённые остриями, обычно короче фигур с хвостовым оперением. Зрительная система подстраивается под статистику зрительного окружения и при показе фигур иллюзии Мюллера-Лайера интерпретирует их размеры сообразно накопленной статистике[2].
- Центроидное объяснение — результаты многочисленных психофизических исследований свидетельствуют о том, что при оценке расстояний между элементами различных изображений зрительная система использует информацию о расстояниях между центрами масс (центроидами) этих изображений взятых целиком[3]. Согласно гипотезе Моргана с соавторами[4], причина этого феномена может быть обусловлена пространственным объединением позиционных сигналов, возникающем вследствие усредняющей суммации паттернов нервного возбуждения, связанных с расположенными по соседству друг с другом элементами изображения. В случае иллюзии Мюллера-Лайера или подобных ей иллюзий протяжённости, зрительная система неспособна определять местоположение ограничительных элементов — терминаторов — стимула (концы базовых линий или вершины крыльев) независимо от соседствующих с ними дистракторов (то есть, самих крыльев или других отвлекающих объектов). В присутствии дистрактора, паттерн вызванного им нейронного возбуждения перекрывается с таковым, вызванным терминатором стимула; тем самым изменяется положение максимума суммарного профиля возбуждения (и, соответственно, смещается его центр масс), что, в итоге, и приводит к искажённому восприятию позиции терминатора, кажущегося смещённым в направлении дистрактора. Эти смещения особенно заметны в динамической фигуре Брентано, предложенной Gianni A. Sarcone[5] (изменения позиций вполне очевидны при фиксации взора на каком-либо из терминаторов), а также в случае вращающихся дистракторов[6].  Кроме того, было показано[7], что хорошо известная асимметрия в проявлении модификаций иллюзии Мюллера-Лайера "крылья-внутрь" и "крылья-наружу" может быть успешно объяснена дополнительными эффектами иллюзии заполненного пространства. Общий успех количественного «центроидного» подхода в исследовании геометрических иллюзий, вызванных фигурами, построенными из отрезков линий или отдельных точек[8], подтверждает обоснованность идеи о едином, а именно «центроидном», механизме происхождения широкого круга зрительных искажений восприятия пространственных соотношений.

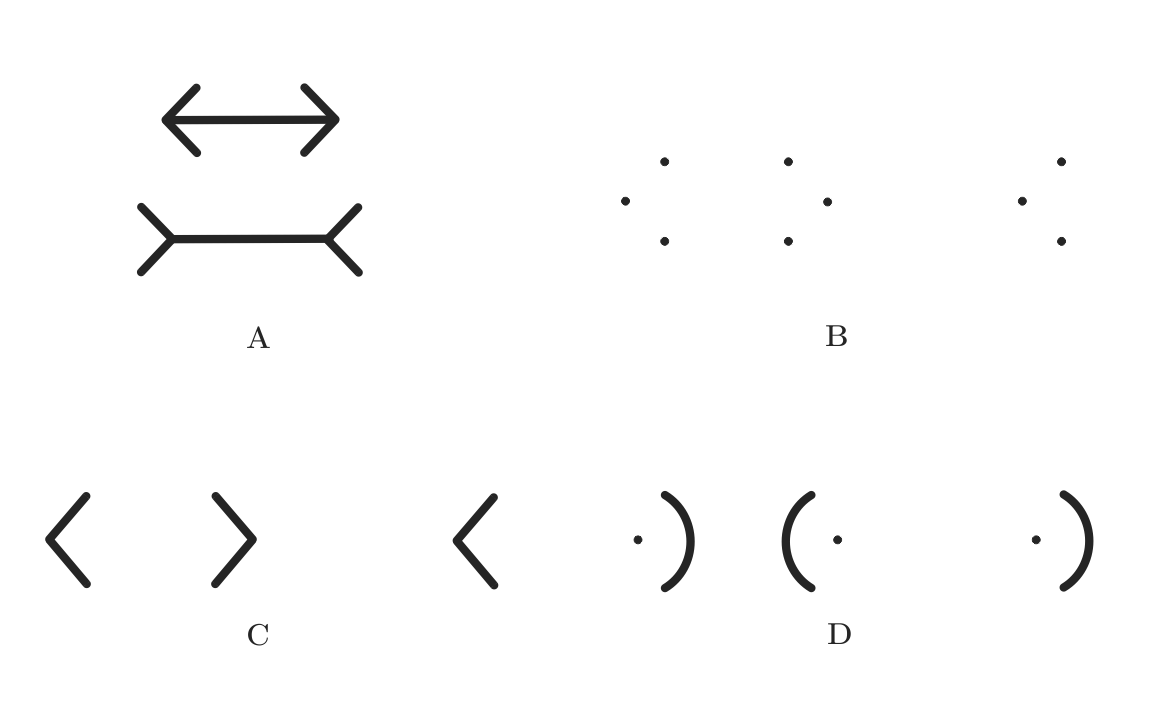
Классические фигуры Мюллера-Лайера (A) и три модификации (без осевых линий) фигур Брентано, содержащих различные контекстные дистракторы: отдельные точки (B), крылья Мюллера-Лайера (C), дуги окружностей (D)

Фигура Брентано с вращающимися крыльями Мюллера-Лайера; терминаторы стимула (то есть, вершины крыльев) расположены на одной линии на одинаковом расстоянии друг от друга

## Зависимость от культурных факторов
Представители разных культур в разной степени подвержены иллюзии Мюллера-Лайера. Так, народы, имеющие меньшее количество прямоугольных предметов (зданий) в зрительном окружении, менее восприимчивы к этой иллюзии.